# High Mountain Altitude Rink
De ijsbaan van Butte, de High Mountain Altitude Rink, werd geopend in 1987 en is een van de drie buitenbanen in de Verenigde Staten.
In de jaren 90 werden in het U.S. High Altitude Speed Skating Center diverse wereldbekerwedstrijden, het WK allround voor vrouwen 1994 en het WK junioren 1997 verreden. Door de hoge ligging vormde de baan in Butte een alternatief voor Medeo in Rusland voor het rijden van snelle tijden. Na de opkomst van de overdekte schaatsbanen raakte de ijsbaan in verval; in 2000 werden er voor het laatste kampioenschappen gehouden en vanaf 2005 is het niet langer een kunstijsbaan maar een natuurijsbaan. Door inspanningen van onder andere Amerikaans oud-langebaanschaatser Dave Silk worden er de laatste jaren naar mogelijkheden gezocht om de kunstijsbaan nieuw leven in te blazen.

## Grote wedstrijden
Internationaal
- 1987/1988 - Wereldbeker 2
- 1988/1989 - Wereldbeker 5
- 1989/1990 - Wereldbeker 7
- 1990/1991 - Wereldbeker 4
- 1991/1992 - Wereldbeker finale
- 1994 - WK allround vrouwen
- 1997 - WK junioren
- 1999/2000 - Wereldbeker 6

Nationaal
- 2001 - Amerikaans allround kampioenschap